# Hard to Die
Hard to Die – amerykański film akcji, zrealizowany niskim budżetem w 1990 roku przez Jima Wynorskiego, twórcę kina klasy "B" oraz filmów exploitation. W Stanach Zjednoczonych ukazał się pod wydawnictwem The Massacre Collection. 
Film prezentowano jako żeńską odpowiedź na Szklaną pułapkę z Bruce'em Willisem, jednak zabieg reklamowy nie przyniósł mu sukcesu. 
W filmie użyto sceny ze slasherów Mord podczas nudnego przyjęcia (1982) oraz Masakra na przyjęciu 2 (1987), przynależących również do Massacre Collection. Alternatywne tytuły filmu to Nighty Nightmare II i Tower of Terror.

## Twórcy filmu
- Reżyseria: Jim Wynorski
- Scenariusz: Mark Thomas McGee (w czołówce jako Mark McGee), James B. Rogers
- Produkcja: Jim Wynorski
- Muzyka: Chuck Cirino
- Zdjęcia: Jürgen Baum
- Montaż: Nina Gilberti (w czołówce jako Neena S. Eisenstein)
- Obsada:
  - Gail Harris jako Dawn Grant (w czołówce jako Robyn Harris)
  - Karen Mayo-Chandler jako Diana (w czołówce jako Lindsay Taylor)
  - Deborah Dutch jako Jackie (w czołówce jako Debra Dare)
  - Melissa Anne Moore jako Tess
  - Bridget Carney jako Shayna
  - Toni Naples jako sierżant Phyllis Shawley (w czołówce jako Karen Chorak)
  - Jürgen Baum jako Mike Block
  - Peter Spellos jako Orville Ketchum
  - Don Peterson jako porno-mąż
  - Kelli Maroney jako porno-żona (w czołówce jako D. Mason Keener)
  - Monique Gabrielle jako dziewczyna (w czołówce jako Lucy Burnett)
  - Jim Wynorski jako reżyser filmów pornograficznych (poza czołówką)